# Napeanthus subacaulis
Napeanthus subacaulis là một loài thực vật có hoa trong họ Tai voi. Loài này được (Griseb.) Benth. & Hook.f. ex Kuntze mô tả khoa học đầu tiên năm 1891.